# Cyathea pauciflora
Cyathea pauciflora är en ormbunkeart som först beskrevs av Oskar Kuhn, och fick sitt nu gällande namn av David Bruce Lellinger. Cyathea pauciflora ingår i släktet Cyathea och familjen Cyatheaceae. Inga underarter finns listade.